# Anetia thirza
Anelia thirza es una especie de lepidóptero de la familia Nymphalidae. Es originaria de México y Centroamérica (incluido El Salvador, Costa Rica y Panamá).
Las larvas posiblemente se alimentan de especies de Metastelma.

## Subespecies
- Anetia thirza thirza (México)
- Anetia thirza insignis (Salvin, 1869) (Costa Rica, Panamá)

- Datos: Q1304261
- Multimedia: Anetia thirza / Q1304261